# Karl Emanuel 1. af Savoyen
Karl Emanuel 1. af Savoyen, (italiensk: Carlo Emanuele I di Savoia) (født 12. januar 1562 i Rivoli ved Torino, død 26. juli 1630 i Savigliano ved Cuneo) var hertug af Savoyen i 1580 – 1630.
Karl Emanuel 1. blev forfader til Sardiniens konger i 1720–1861 og til Italiens konger i 1861–1946.

## Forældre
Karl Emanuel 1. var søn af hertug Emanuele Filiberto af Savoyen (1528–1580). 
Hans mor var Margarete af Valois-Angoulême, hertuginde af Berry (1523–1574). Hun var datter af Frans 1. af Frankrig og Claude af Frankrig. Claude (eller Claudia) var datter af Ludvig 12. af Frankrig. 

## Familie
Karl Emanuel 1. var gift med Catherine Michelle af Spanien (1567 – 1697). Hun var datter af Filip 2. af Spanien og Elisabeth af Valois. Elisabeth var datter af Henrik 2. af Frankrig.
Karl Emanuel 1. og Catherine Michelle fik ti børn. Blandt dem var:
- Viktor Amadeus 1. af Savoyen ), der blev forfader til Sardiniens konger i 1720–1831.
- Thomas Frans, fyrste af Carignano (1596 – 1656), der blev forfader til Sardiniens konger i 1831–1861 og til Italiens konger i 1861–1946.

Marguerite de Rossillon var Karl Emanuel 1.’s officielle elskerinde gennem mange år. Få måneder før Karl Emanuels død indgik de et hemmeligt og morganatisk ægteskab. Derved blev deres fælles børn legaliserede efter borgerlig lov, men de fik ikke arveret til tronen. 
Karl Emanuel 1. havde desuden adskillige børn fødte udenfor ægteskab.